# Nusa puella
Nusa puella là một loài ruồi trong họ Asilidae. Nusa puella được Rondani miêu tả năm 1873. Loài này phân bố ở vùng Cổ Bắc giới và châu Á.